# الغريبتان (مسلسل)
مسلسل فنزويلي مدبلج إلى اللغة العربية عرض في الشرق الأوسط على قناة LBC في سنة 1998. ويتكون المسلسل من 247 حلقة بالنسخة الأصلية والمدبلجة. أنتج المسلسل شركة تيلينوفلا.

## القصة
فرناندو مالدونادو رجل قوي متسلط يشارك في الأعمال القذرة، ليونيداس توريالبا صاحب مزرعة مجاورة قتل على يد فرناندو وذلك من أجل الاستيلاء على ممتلكاته وهو أبا الغريبتان. دولوريس، خادمة ليونيداس توريالبا ومربية الغريبتان، الغريبتان هما ماريانا ((إيسمار)) ومارتا. الخادمة دولوريس كانت شاهده على مقتل ليونيداس وكانت مع الفتيات في الحديقة وعند مقتل والدهما هربت الخادمة مع الفتيات من المزرعة وهي هاربه وإذا بالصغيرة مارتا تتدحرج عن التل ولم تستطع مساعدتها وفرت هاربه مع الصغيرة إيسمار.
وبعد عشرين عاما، إيسمار تعيش في حي فقير مع عائلة فقيرة، وأصبحت شابة جميلة مفعمه بالحياة وكل سكان الحي يحبونها والديها بالتبني يخبرونها بهويتها وذلك بعد أخفاءهم عنها حقيقتها لحمايتها من قاتل أبيها الذي سرق أرضه. ولكن تدور الأيام وتشاء الصدف أن تقع إيسمار في حب اليخاندرو. اليخاندرو رجل غني يجلب لها الكثير من السعادة والحب. حبها له يتوقف عندما تكتشف أنه أبن فرناندو مالدونادو.
وفي الوقت نفسه، تعود مارتا من جديد بعد أن عثر عليها رجل ثري وقام بتربيتها مع زوجته لتصبح بعد عشرين عاما وريثتهم الوحيدة. وقد أصبحت امرأة ثرية تريد العثور على شقيقتها بعد 20 عاما، وتبحث عن قاتل أبيها وبعد عثورها عليه تقرر الأنتقام منه. لكن مارتا تقع في حب اليخاندرو مماأدى إلى تنافسها هي وإيسمار الشقيقتين على الرجل نفسه وأبن عدوهن. اليخاندرو يتشتت بينهما ويقع في حب إيسمار وفي الوقت نفسه مارتا. تكتشف مارتا وإيسمار أنهن شقيقتان ويقررن الأنتقام والثأر لأجل والدهن. لكن الحب ينتصر دائماً، ليتزوج اليخاندرو وإيسمار ويتغلبون على ماضيهم المأساوي وتبتعد عنهم مارتا لتجعلهم يعيشون بسعادة. وتنتهي قصتهم بعد معاناه ليصبح الحب الماضي والحاضر والمستقبل.

## الأبطال
- Rosalinda Serfaty ...... Isamar
- Jean Carlo Simancas ...... Alejandro
- Abril Méndez ...... Marta
- Víctor Cárdenas ...... Guillermo Maldonado
- Daniel Alvarado ...... Reinaldo
- Chelo Rodríguez ...... Aurora
- Rafael Briceño ...... Padrino Zacarías
- Carmen Julia Álvarez ...... Elisenda
- Orángel Delfín ...... Fernando
- Francisco Ferrari ...... José Ramón
- Yanis Chimaras ...... José Luis
- Reinaldo Lancaster ...... Leónidas
- Sandra Juhasz ...... Mercedes
- Luis Gerardo Núñez ...... Julio César
- Rafael Romero ...... Anselmo
- Miguel de León ...... Leonardo
- Esperanza Magaz ...... Providencia
- Simón Pestana ...... Argenis
- Judith Vásquez ...... Sandra Castillo
- Hans Christopher ...... Luigi
- Daniela Alvarado ...... Gabriela
- Maria Elena Heredia ...... Hortensia)
- Marcelo Rodríguez ...... Alberto Hernández
- Virginia Vera ...... Brígida

## وصلات خارجية
- الغريبتان على موقع IMDb (الإنجليزية)
- الغريبتان على موقع كينوبويسك (الروسية)
- الغريبتان على موقع قاعدة بيانات الفيلم (الإنجليزية)